# Урюш-Битуллино
Урюш-Битуллино (баш. Үреш-Битулла) — деревня в Караидельском районе Республики Башкортостан Российской Федерации. Входит в состав Урюш-Битуллинского сельсовета.

## География

### Географическое положение
Расстояние до:
- районного центра (Караидель): 50 км,
- центра сельсовета (Мрясимово): 11 км,
- ближайшей ж/д станции (Щучье Озеро): 113 км.

## История
Законом Республики Башкортостан от 22 апреля 2013 года № 671-з «О переносе административного центра Урюш-Битуллинского сельсовета Караидельского района Республики Башкортостан» административный центр сельсовета был перенесён из деревни Урюш-Битуллино в Мрясимово.

## Население
| 2002 | 2009 | 2010 |
| ---- | ---- | ---- |
| 157  | ↘140 | ↘126 |

Национальный состав
Согласно переписи 2002 года, преобладающая национальность — башкиры (82 %).

## Инфраструктура
Личное подсобное хозяйство.

## Транспорт
Просёлочные дороги.